# Claudio Gallardou
Claudio Gallardou (Madrid, 20 de julio de 1959) es un dramaturgo, director de escena y actor de cine, teatro y televisión argentino.
Es hijo del poeta José Adolfo Gaillardou (Apachaca) y de la actriz y violinista Mabel Micheli. Estudió actuación con Agustín Alezzo y Carlos Gandolfo. Con Cristina Moreira aprendió las artes de clown, arlequín y bufón, comedia del arte y realización de máscaras. Su debut actoral fue en la obra de teatro Sueño de una noche de verano. Ha trabajado en todos los circuitos teatrales: el oficial, el comercial y el independiente. 
Es uno de los fundadores y director del grupo teatral «La banda de la risa», originalmente formado por Tony Lestingi, Diana Lamas y Maximiliano Paz, con el que ha hecho presentaciones en Canadá, Escocia, España, Estados Unidos, Irlanda del Norte y Venezuela. Dirigió las óperas La ocasión hace al ladrón de Gioachino Rossini, Don Juan Tenorio (Don Giovanni Tenorio) de Giuseppe Gazzaniga, Fausto de Charles Gounod, Agripina de Georg Friedrich Händel y El elixir de amor de Gaetano Donizetti. En 2003 hizo la coreografía del espectáculo Bocca y el Ballet Argentino, de Julio Bocca. Desde 2007 hasta 2015 fue subdirector del Teatro Nacional Cervantes.

## Teatro
- 2012. La batalla. Actuación.
- 2012. De la materia de los sueños. Actuación.
- 2012. Identikich. Dramaturgia, dirección.
- 2011. Gardel. Dirección y actuación.
- 2011. El patio de la morocha. Dirección general.
- 2010. Finimondo!. Realización de máscaras.
- 2009. Arlequino. Adaptación, dirección. realización de máscaras, puesta en escena y actuación. Basada en Servidor de dos patrones de Carlo Goldoni.
- 2009. Un hombre es un hombre. Adaptación, dirección y actuación. Diseño y realización de máscaras. Basada en la obra de Bertolt Brecht.
- 2009. El debut de la piba. De Roberto Cayol. Actuación.
- 2008. La historia del soldado. Actuación.
- 2008. El fausto o Rajemos que viene Mefisto. Versión, actuación.
- 2008. Qué clase de clown. Artista invitado.
- 2007. Un espectáculo colorido y suntuoso. Puesta en escena.
- 2007. Centro Murga Buenos Aires. Actuación.
- 2007. Teatro por la identidad.
- 2006. Fausto.
- 2006. Faltaba más. Puesta en escena.
- 2006. Tangoservicio Tararira. Actuación.
- 2006. Aryentains II. Actuación.
- 2005. Don Giovanni. Dirección.
- 2005. Caperucita y el lobo. Dramaturgia, dirección y actuación.
- 2005. Cachito mío... un tiempo inolvidable. Voz en off.
- 2004. La corte de Faraón. Dirección y actuación.
- 2004. Versos de la noche. Dirección.
- 2004. Peter Pan... todos podemos volar. Dirección de actores.
- 2002. El chancho burgués. Dramaturgia y dirección.
- 2002. Pienso... ¿para qué existo?. Dirección.
- 2002. 101 dálmatas. Dramaturgia y dirección.
- 2001/2003. El pelele. Dramaturgia, dirección y actuación.
- 2000. 101 dálmatas. Dramaturgia y dirección.
- 2000. Arlequino. Dirección.
- 1999/2000. Puck, sueño de verano. Dirección y adaptación. Basada en la obra Sueño de una noche de verano de William Shakespeare.
- 1999. Martín Fierro. Dirección.
- 1998. El último de los amantes ardientes. Dirección.
- 1995/1998. Arlequino. Versión, realización de máscaras y dirección.
- 1995. Volvió una noche.
- 1994. El fausto o Rajemos que viene Mefisto. Dirección.
- 1992/1993. Menú del día. Dirección.
- 1994. La comedia es finita.
- 1992. El Martín Fierro. Dirección y actuación.
- 1992. Memoria del infierno. Actuación.
- 1990/1991. Penas sin importancia. Actuación.
- 1989/1990. El fausto o Rajemos que viene Mefisto. Dirección y actuación.
- 1989. Fiebre de heno.
- 1988. Memorias de un adolescente.
- 1986. La excepción y la regla. Actuación.
- 1982. De aquí no me voy.
- 1982. De victimarios y víctimas. Ciclo: Teatro abierto. Personaje: Pepo.
- 1972. La lección de anatomía. De Carlos Mathus.
- 1970. Sueño de una noche de verano.

## Cine
- 2017. Más que hermanos. Personaje: Abogado.
- 2010. Intolerancia. Cortometraje. Personaje: Marcos.
- 2007. Martín Fierro: la película. Voz del sargento Benítez. Director de actores.
- 2007. Ese mismo loco afán. Personaje: Leo.
- 2006. Claves, pistas e instrumentos para poner un cuento en movimiento. Cortometraje. Voz en off.
- 2005. La suerte está echada. Personaje: Doctor Sosa.
- 2002. Un día de suerte. Personaje: Alejandro.
- 2000. Un amor de Borges. Personaje: Patricio Canto.
- 2000. Cerca de la frontera. Personaje: Esteban.
- 1999. La venganza. Personaje: Simón.
- 1997. La furia. Personaje: Quiko.
- 1996. Rey de todos los mares.
- 1995. El olvido.
- 1987. Mirta, de Liniers a Estambul.
- 1985. Las barras bravas. Personaje: Miguel.
- 1984. Camila. Personaje: Eduardo O’Gorman.
- 1983. Los enemigos. Personaje: joven de fiesta.
- 1981. las vacaciones del amor. Personaje: alumno.

- 1981. "Te Rompo El Rating". personaje: participante en programa de concurso.
- 1979. Expertos en pinchazos. Personaje: cheto.
- 1974. Los golpes bajos, de Mario Mactas y Mario Sábato.

## Televisión
- 2024. Privier. Personaje: Presidente.
- 2007. Instrumentos. Conducción.
- 2007. Televisión por la identidad. Episodio: Tatiana. Personaje: payaso Patapúfete.
- 2007. Los cuentos de Fontanarrosa. Episodio: Viejo con árbol.
- 2007. Los cuentos de Fontanarrosa. Episodio: Después de las cuatro.
- 2006. Mujeres asesinas. Episodio: Elena, protectora.
- 2005. Mujeres asesinas. Episodio: Ana D., mujer corrosiva.
- 2005. Mujeres asesinas. Episodio: Margarita Herlein, probadora de hombres.
- 2005. Numeral 15. Episodio:Santa Calls.
- 2004. Un cortado.
- 2004. Quinto mandamiento. Personaje: Carlos.
- 2004: La niñera. Personaje: Elio Ruben (Ep: "Moviendo las cabezas")
- 2003. Operación triunfo. Profesor de expresión corporal.
- 2002. Fortuna de amor (1000 millones). Personaje: Pedro Bermejo.
- 2001. Cuentos de película. Episodio: Visita. Personaje: la visita.
- 2001. Culpables. Personaje: Esteban.
- 2000. Tiempo final.
- 2000. Los buscas de siempre. Personaje: Patricio (Pato).
- 1999. La mujer del presidente.
- 1997. Archivo Negro.
- 1997. Mamá por dos. Personaje: Vicente.
- 1996. Rostro de venganza (Ha Mossad). Personaje: Esteban.
- 1996. Rey de todos los mares. Cortometraje.
- 1996. Poliladron.
- 1995. Poliladron.
- 1995. El olvido. Cortometraje.
- 1994. Cara bonita. Personaje: Julito.
- 1994. Los machos.
- 1993. ¡Dale Loly!. Personaje: Yiyo.
- 1992. Flavia, corazón de tiza.
- 1991. Celeste. Personaje: Felipe Castellini.
- 1991. La banda del Golden Rocket.
- 1987. Grecia.
- 1985. María de nadie. Personaje: Rafael.
- 1984. Lucía Bonelli. Personaje: Mateo.
- 1983. La sociedad conyugal.
- 1983. Compromiso.
- 1982. El ciclo de Guillermo Brédeston y Nora Cárpena. Personaje: Mono.
  - Episodio: Los Beltrán pasan al frente.
  - Episodio: Los Beltrán se motorizan.
  - Episodio: Los Beltrán y la vedette.
  - Episodio: Los Beltrán al rojo vivo.
  - Episodio: Los Beltrán y un loco suelto.
  - Episodio: Los Beltrán y los trasplantes.
  - Episodio: Los Beltrán y un año más.
  - Episodio: Los Beltrán y la circular.
  - Episodio: Los Beltrán son un plomo.
- 1982. Las 24 horas. Episodio: Veinticuatro horas antes del año nuevo.
- 1982. Teatro de humor.
- 1982/1983. Todos los días la misma historia.
- 1981. S. T. Empresario de estrellas. Telecomedia musical.
- 1980/1981. Hilda. Personaje: Natalio Santander Insfrán.
- 1980. Los especiales de ATC. Episodio: Mateo. Personaje: Chichilo.

## Premios
- 1998. Premio Carlos, de Villa Carlos Paz, al mejor actor por su labor en Arlequino.
- 1996. Premio ACE otorgado por la Asociación de Cronistas del Espectáculo, al mejor actor protagonista de comedia por su labor en Arlequino.
- 1994. Premio ACE al mejor actor protagonista de comedia por su labor en La comedia es finita.[9]